# Amt Bohmstedt
Das Amt Bohmstedt war ein Amt im Kreis Husum, Schleswig-Holstein. Es bestand aus den drei Gemeinden Ahrenshöft, Bohmstedt und Drelsdorf. 1970 wurde das Amt aufgelöst.

## Geschichte
1889 wurde der Amtsbezirk Drelsdorf aus der Kirchspielslandgemeinde Drelsdorf gebildet. Diese bestand aus den drei Dorfschaften Ahrenshöft, Bohmstedt und  Drelsdorf. 1934 wurde die Kirchspielslandgemeinde aufgelöst und die Dorfschaften bildeten eigenständige Landgemeinden.
1948 wurde der Amtsbezirk aufgelöst und die drei Gemeinden bildeten das Amt Bohmstedt. Mit Bildung des Kreises Nordfriesland wurde das Amt 1970 aufgelöst und die Gemeinden bildeten mit den Gemeinden der Ämter Breklum und Joldelund das Amt Bredstedt-Land. 